# Tomislav Paškvalin
Tomislav Paškvalin, född 29 augusti 1961 i Zagreb, Kroatien, SFR Jugoslavien, är en kroatisk vattenpolospelare.
Paškvalin ingick i Jugoslaviens landslag vid olympiska sommarspelen 1984 och 1988 samt i Kroatiens landslag vid medelhavsspelen 1993.
Paškvalin spelade sju matcher och gjorde elva mål i den olympiska vattenpoloturneringen i Los Angeles. Han var 22 år gammal då han tog det första OS-guldet. I Seoul tog han OS-guld på nytt. Hans målsaldo i turneringen var sex mål.
Paškvalin tog VM-guld för Jugoslavien i samband med världsmästerskapen i simsport 1986 i Madrid.
Paškvalin ingick i det jugoslaviska laget som vann vattenpoloturneringen vid medelhavsspelen 1983 och i det kroatiska laget som var tvåa i vattenpoloturneringen vid medelhavsspelen 1993.